# Jiao Yu

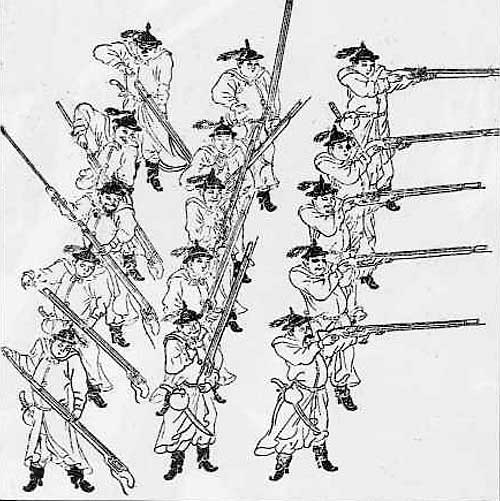
plus ancienne représentation connue des mousquets

Jiao Yu (chinois : 焦玉 ; pinyin : jiāo yù ; Wade : Chiao Yü) est un officier militaire chinois, fidèle de l'Empereur Ming Hongwu, fondateur de la dynastie Ming (Han, 1368 – 1644), après avoir battu la Dynastie Yuan (mongole) et qui perdurera jusqu'à la dynastie Qing (mandchoue).
Il écrivit au XIVe siècle différents traités sur les armes à feu à base de poudre à canon utilisés depuis la Dynastie Song (960 – 1279), jusqu'à son époque contre les Khitans, Jurchens et les Mongols.
Un traité sur les armes à feu intitulé « Méthodes de formation de combat du gouvernement des dragons de feu » (《火龙神器阵法》, huǒlóng shénqì zhènfǎ) ou plus simplement le « classique des dragons de feu » en chinois huolongjing (《火龙经》, huǒlóng jīng), sous lequel il est davantage connu. Il y décrit : Flèche enflammée, lance enflammée, grenade primitive, arme à feu, bombarde, canon, boulet de canon explosif, mine, platine à mèche, mine marine, missile, lanceur de missile, fusée à deux étages et l'utilisation de certains mélanges à base de poudre à canon, incluant des poisons.

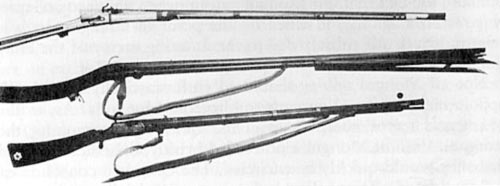
mousquet de la dynastie Ming avec platine à mèche.